# Алфеп
Алфеп (также Алтеф или Алтефий, др.-греч. Άλθηπος) — персонаж древнегреческой мифологии. Царь Трезена. Сын Посейдона и Леиды (Ληίδα), дочери Ора (Ώρος). Назвал страну Алфепия (Ἀλθηπία). В его царствование Афина и Посейдон вступили в спор за обладание страной, но по приказу Зевса владели ей сообща. Воздвиг храм Деметры Фесмофоры. После Алфепа царём стал Сарон. По его имени назван алтефийский виноград.